# هيرمان نجودجو
هيرمان نجودجو (بالفرنسية: Herman Ngoudjo) مواليد 25 يونيو 1979 في دوالا، هو ملاكم كاميروني يصنف ضمن فئة وزن خفيف الوسط. شارك في دورة الألعاب الأولمبية الصيفية سنة 2000. حقق الميدالية الفضية في دورة ألعاب الكومنولث 1998.

## إحصائيات
خاض خلال مسيرته 22 نزالا، فاز في 18 وخسر في 4. فاز بالضربة القاضية في 10 نزالا.

## الميداليات
| الميدالية | المسابقة                  |
| --------- | ------------------------- |
| فضية      | دورة ألعاب الكومنولث 1998 |
| برونزية   | ألعاب عموم أفريقيا 1999   |

## وصلات خارجية
- هيرمان نجودجو على موقع بوكس ريك (الإنجليزية) (registration required)
- هيرمان نجودجو على موقع أوليمبيديا (الإنجليزية)
- هيرمان نجودجو على موقع اتحاد ألعاب الكومنولث (مؤرشف) (الإنجليزية)

- الموقع الرسمي